# Olive M. Johnson
Olive Malmberg Johnson, född 14 mars 1872 i Lund, död 16 juni 1952 i Malibu, var en amerikansk socialist, tidningsredaktör och politisk aktivist. Hon var redaktör på tidningen The Weekly People som var del av Socialist Labor Party of America.
Johnson föddes den 14 mars 1872 i Lund, Sverige. Hennes föräldrar utvandrade till USA under 1890-talet där Olive avlade studenten i Minneapolis, Minnesota.